# Lepidostoma polylepidum
Lepidostoma polylepidum är en nattsländeart som beskrevs av Ralph W. Holzenthal och Embrik Strand 1992. Lepidostoma polylepidum ingår i släktet Lepidostoma och familjen kantrörsnattsländor. Inga underarter finns listade i Catalogue of Life.